# Microscapha baloghi
Microscapha baloghi es una especie de coleóptero de la familia Tetratomidae.

## Distribución geográfica
Habita en Papúa Nueva Guinea.